# Lasioglossum rufimente
Lasioglossum rufimente là một loài Hymenoptera trong họ Halictidae. Loài này được Cockerell mô tả khoa học năm 1937.